# Notholca beta
Notholca beta är en hjuldjursart som beskrevs av Ludmila A. Kutikova 1986. Notholca beta ingår i släktet Notholca och familjen Brachionidae. Inga underarter finns listade i Catalogue of Life.